# 楊巨鯨
楊巨鯨（1583年—1627年），字文瀾，號霽嶼，山東東昌府高唐州人，軍籍，明朝政治人物。

## 生平
萬曆二十五年（1597年）丁酉科山東鄉試第七名舉人，萬曆三十八年（1610年）庚戌科會試二百五十七名，第三甲第一百四十二名進士。兵部觀政，授河南汝寧府羅山縣知縣，四十一年調繁汝陽縣知縣，四十二年患病，四十四年改京衛武學教授，四十五年陞國子監博士，萬曆四十六年（1618年）陞戶部福建司主事。奉使歸，卒于舟次，年四十五。

## 家族
曾祖楊宗詔；祖楊士弘；父楊仙齡，贈文林郎汝阳知县；母劉氏（贈太孺人）。永感下，兄杨巨鰲。